# مدارس مقاطعة هنريكو العامة

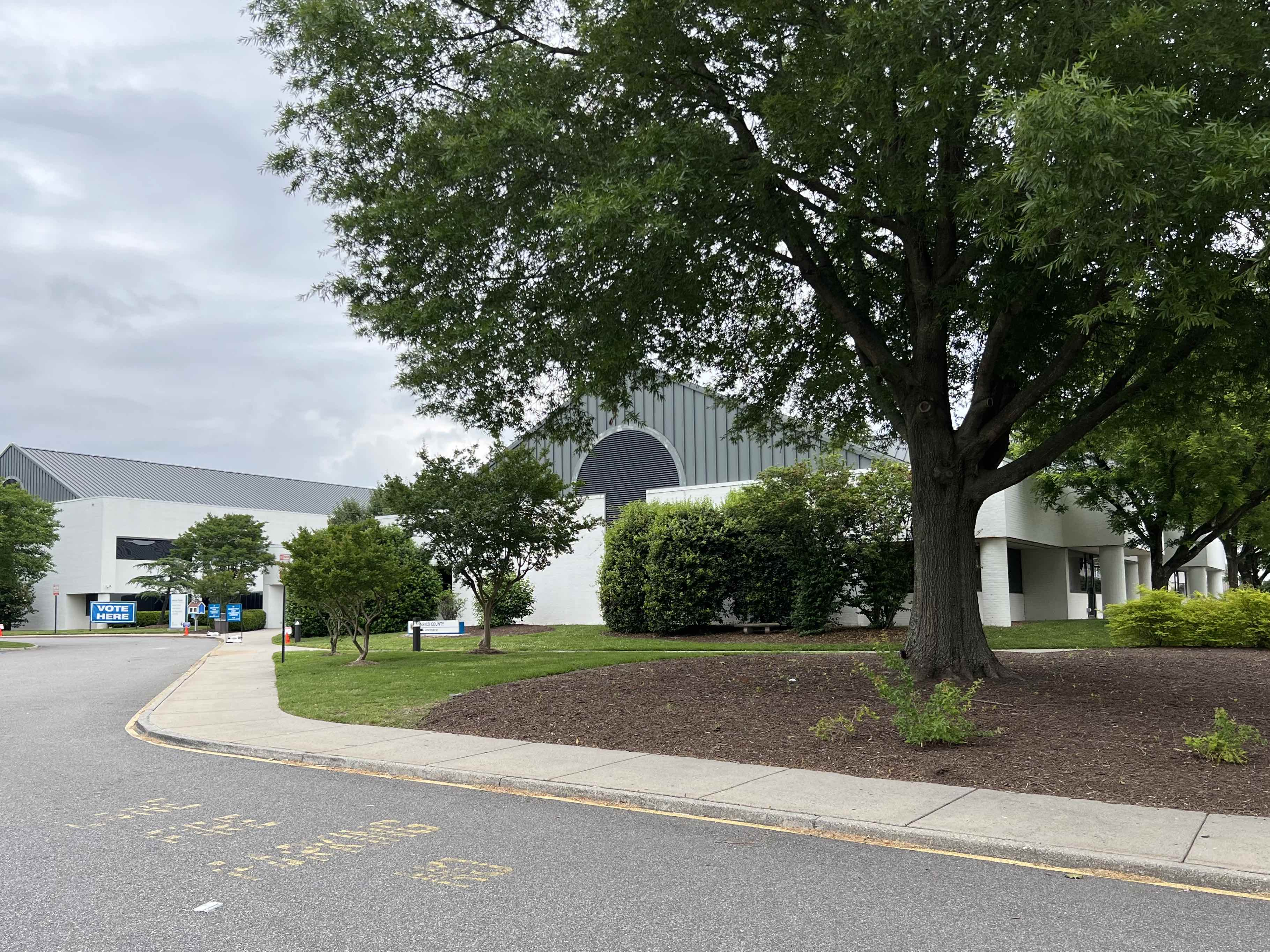
المركز الحكومي الشرقي لمقاطعة هنريكو، فيرجينيا؛ وهو أيضًا موطن المكتب المركزي لمدارس مقاطعة هنريكو العامة

نظام مدارس مقاطعة هنريكو العامة هو أحد الدوائر التعليمية التابع لولاية فرجينيا يعمل كفرع مستقل لمقاطعة هنريكو، بفيرجينيا، ولحكومة المقاطعة، ويسير المدارس العامة فيها. تضم مدارس مقاطعة هنريكو العامة خمس مدارس للبكالوريا الدولية – مدرسة جون راندولف تاكر الثانوية، ومدرسة هنريكو الثانوية، ومدرسة فيرفيلد المتوسطة، ومدرسة تاكاهو المتوسطة، ومدرسة جورج إتش مودي المتوسطة.